# 後腹膜癌
後腹膜癌（こうふくまくがん）は、腫瘍の首座が後腹膜に存在する癌種である。この端麗な定義は、雑多な腫瘍が混在する曖昧なカテゴリーの要因となっており、腫瘍の「組織型」「原発か転移か」「発症と進展の時間軸」を分けて検討することが重要である。

## 概要
腸間膜腫瘍および後腹膜腫瘍はその多くが転移性であり、原発性腸間膜腫瘍は全入院患者中で1/8千人 - 1/5万人に認められるとされる。その中でも癌腫はわずかに1.8 - 8％を占める程度とされる。後腹膜に癌腫が発生する理由として、先在する後腹膜体腔上皮が粘液性あるいは漿液性化生を経て癌化するという仮説が支持されている。後腹膜に癌腫を認めた時に、原発巣と考えられる病変を認めず、さらに検体から粘液性や漿液性化生の証拠を認めた場合に、原発性後腹膜癌と診断することが合理的と考えられる。原発不明癌は文字通り原発巣を指摘できない癌腫を指すが、その機序として原発巣の自然退縮（spontaneous regression）を示唆する報告が複数あり、数字の正確さに関して議論があるものの約1/8 - 10万症例に認められる。それゆえ、精査で原発巣を指摘できなかったとしても、その事実のみをもって「原発癌」と診断することは慎重を期すべきと考えられる。

## 治療
原発不明癌診療ガイドラインに準じて治療される場合がある。